# 44のヴァイオリン二重奏曲
『44のヴァイオリン二重奏曲』 Sz.98 BB104は、バルトーク・ベーラが1931年に作曲したヴァイオリンのための二重奏曲集。
作曲者自身が1936年に本曲集から6曲を選んでピアノ編曲を行い、『小組曲』 Sz.105 BB113と名付けた。

## 概要
この曲集はドイツのヴァイオリニスト、教育者であったエーリヒ・ドフラインがバルトークに対して1930年に、自身が編纂を計画していたヴァイオリン初級者向けの教本とヴァイオリン曲集への寄稿を要請したことに端を発している。バルトーク本人も1931年に友人への手紙で「ドフライン氏の刺激がなければ、この曲集は（少なくとも当分は）書かれることなどなかった」と言及しているなど、初めからヴァイオリン教育の目的で書かれた作品である。
曲集の大半を占める42曲が東ヨーロッパの多くの国々の民謡の旋律を用いた民俗音楽の編曲作品であり、残りの2曲も、民謡の特徴を取り出して作られた民謡風の作品である。バルトークは『ルーマニア民俗舞曲』『15のハンガリーの農民の歌』など同様の編曲作品を世に送り出していたが、そういった作品群の最後期に位置している作品である。

### 作曲の経緯
フライブルクのヴァイオリン教師だったドフラインは、妻のエルマとともに20代の若さで音楽教師養成施設を作るなど積極的な活動を行っていた。その中で彼は、初心者向けの教則用の作品であっても芸術的なレベルが低くてはいけないとの考えから，自ら初心者向け教本やヴァイオリン曲集を編纂していた。その過程では弦楽器奏者としても名手であったパウル・ヒンデミットに作品を依頼している。
ドフラインはもともとバルトークには、ピアノ曲集『子供のために』より何曲かをヴァイオリン二重奏のために編曲し、先の書籍に収録したいという要請をしていたが、バルトークはドフラインのために新作を作る意思を示した。そして翌1931年1月から9月にかけて、難易度はバラバラな4グループほどに分けてドフラインへ送付され、手紙のやりとりなどで手直しが行われつつ曲集が作られていった。
これらの曲集は、最終的にショット社から発売されたドフラインの教本（1931年刊）と曲集（1932年刊）には一部が収録され、バルトークが契約していたウニヴェルザール出版社から、全44曲が2冊に分かれて1933年に刊行されている。

### 特徴
ドフラインは作曲に向けてバルトークに趣意書を送っており、その中で以下の5項目を挙げている。
- 全曲を通じて簡単に弾けること
- 一つ一つの曲は短く、そして形式的に簡潔であること
- 性質の点でも、技術の点でも、その楽器に沿った発想をもつこと
- 個々の声部が、できるだけ自立的で厳格な書法であること
- 伴奏付き[5]の小品の類いは要らない。

バルトークが実際に書いた作品は、和声とリズムの自由さは曲集を通してはっきりと打ち出されているのと同時に、演奏時間1分程度の短く簡単な形式で書かれ、いくつかの旋律をメドレー的に使うという他の編曲作でしばしば採用された方法は避けるなど、ある程度この趣意書を踏まえた作りとなっている。またヴァイオリンの技術的な面、例えば「ダブルストップはどの段階から使っていいのか」などについては、ドフラインからバルトークに送られた手紙などによれば、ドフラインに意見を求めて作曲に反映していることが判明している。
バルトークは自身もピアノ教育に携わっており、また既に『子供のために』など教育用作品を製作した実績もあった。さらに本作品と同時期には、後に『ミクロコスモス』となる、教材とすることを意図した作品に取り組んでいた。そのため特に本作品と『ミクロコスモス』にはその曲目の構造などでも共通点が存在する。またドフラインが「曲集の中で声部的な聴き方と対位法的な音楽実践の教程を目指す」という意図を持っていたことから、バルトークは二声を基本とする対位法的な曲も盛り込んでいるが、こういった作曲法は、1926年のピアノ曲『9つの小品』などでも試みられていたもので、『ミクロコスモス』同様、バルトークの作曲手法の特徴がよく表れている作品とも言える。

## 楽曲構成
本作は4つの巻に分かれており、曲は易しいものから難易度順に配列されている。第1巻と第2巻は基礎レベル、第3巻は中級レベル、そして第4巻は上級レベルの学生に適するよう書かれている。
| 第1巻 1. Párosíto （からかいの歌） 2. Kalamajkó （五月柱の踊り） 3. Menuetto （メヌエット） 4. Szentivánéji （真夏の夜の歌） 5. Tót Nóta （スロヴァキアの歌） [1] 6. Magyar Nóta （ハンガリーの歌） [1] 7. Oláh Nóta （ワラキアの歌） 8. Tót Nóta （スロヴァキアの歌） [2] 9. Játék （遊び歌） 10. Rutén Nóta （ルーシの歌） 11. Gyermekrengetéskor （ゆりかごの歌） 12. Szénagyüjtéskor （干し草の歌） 13. Lakodalmas （婚礼の歌） 14. Párnás Tánc （枕の踊り） | 第2巻 1. Katonanóta （兵士たちの歌） 2. Burleszk （ブルレスク） 3. Menetelő Nóta （ハンガリーの行進曲） [1] 4. Menetelő Nóta （ハンガリーの行進曲） [2] 5. Mese （おとぎ話） 6. Dal （リズム歌） 7. Újévköszöntő （新年のあいさつ） [1] 8. Szunyogtánc （蚊の踊り） 9. Mennyasszonybúcsútató （花婿の別れ） 10. Tréfás Nóta （面白い歌） 11. Magyar Nóta （ハンガリーの歌） [2] | 第3巻 1. "Ugyan Édes Komámasszony..." （からかいの歌） 2. Sánta-Tánc （びっこひきの踊り） 3. Bánkódás （悲しみ） 4. Újévköszöntő （新年のあいさつ） [2] 5. Újévköszöntő （新年のあいさつ） [3] 6. Újévköszöntő （新年のあいさつ） [4] 7. Máramarosi Tánc （マーラマロシュの踊り） 8. Ara táskor （収穫の歌） 9. Számláló Nóta （かぞえ歌） 10. Rutén Kolomejka （ルーシのコロメイカ） 11. Szól a Duda （バグパイプ） 1. A 36 Sz. Változata （36番の変形） | 第4巻 1. Preludium és Kanon （プレリュードとカノン） 2. Forgatós （ルーマニアの旋舞） 3. Szerb Tánc （セルビアの踊り） 4. Oláh Tánc （ワラキアの踊り） 5. Scherzo （スケルツォ） 6. Arab Dal （アラビアの踊り） 7. Pizzicato （ピッツィカート） 8. "Erdélyi" Tánc （トランシルヴァニアの踊り） |

作品全体にわたって不協和音は認められるものの、多調が入り込んでくるのは11曲目からである。リズム、不協和音、カノンと反行、そしてヴァイオリンの音域すべてを駆使した多様さがとりわけよく知られている。
『小組曲』には第28、32、38、43、16、36番の順に6曲が選ばれて編曲されている。